# Parathalestris bulbiseta
Parathalestris bulbiseta är en kräftdjursart som beskrevs av Lang 1965. Parathalestris bulbiseta ingår i släktet Parathalestris och familjen Thalestridae. Inga underarter finns listade i Catalogue of Life.